# Andrew Johnson (cầu thủ bóng đá)
Andrew Johnson (sinh ngày 10 tháng 2 năm 1981), còn được gọi là Andy Johnson, là 1 cầu thủ bóng đá người Anh đã giải nghệ. Anh thi đấu cho những câu lạc bộ Birmingham City, Crystal Palace, Everton, Fulham và Queens Park Rangers. Anh đã 8 lần thi đấu cho tuyển Anh. Tính đến tháng 3 năm 2016, Johnson làm việc tại Crystal Palace như một đại sứ của câu lạc bộ.